# Badminton-Asienmeisterschaft 1971
Die Badminton-Asienmeisterschaft 1971 fand vom 13. bis zum 21. August 1971 in Jakarta, Indonesien, statt.

## Medaillengewinner
| Disziplin      | Gold                                                           | Silber                                                              | Bronze                                         |
| -------------- | -------------------------------------------------------------- | ------------------------------------------------------------------- | ---------------------------------------------- |
| Herreneinzel   | Tan Aik Mong                                                   | Junji Honma                                                         | Bandid Jaiyen                                  |
| Dameneinzel    | Utami Dewi                                                     | Yoon Im-soon                                                        | Tati Sumirah                                   |
| Herrendoppel   | Indra Gunawan Nara Sudjana                                     | Tjun Tjun Tata Budiman                                              | Ade Chandra Christian Hadinata                 |
| Damendoppel    | Retno Koestijah Intan Nurtjahja                                | Poppy Tumengkol Regina Masli                                        | Kim Jong-ja Yoon Im-soon                       |
| Mixed          | Christian Hadinata Retno Koestijah                             | Indra Gunawan Intan Nurtjahja                                       | Tata Budiman Poppy Tumengkol                   |
| Herrenteam     | Indonesien Christian Hadinata Ade Chandra Rudy Hartono Muljadi | Malaysia Tan Aik Mong Tan Aik Huang Ng Tat Wai Abdul Rahman Mohamed | Japan Junji Honma Ippei Kojima Shoichi Toganoo |
| Junioreneinzel | Soegeng                                                        | Deddy                                                               | Kyauw Sein Taung                               |
| Juniorendoppel | Soegeng Kartono                                                | Rukmana Undang                                                      | Kyauw Sein Taung Thet Naing                    |

## Halbfinale
| Disziplin    | Sieger                             | Finalist                       | Ergebnis           |
| ------------ | ---------------------------------- | ------------------------------ | ------------------ |
| Herreneinzel | Tan Aik Mong                       | San Myint                      | 15–7, 15–12        |
| Herreneinzel | Junji Honma                        | Bandid Jaiyen                  | 15–8, 15–10        |
| Herrendoppel | Indra Gunawan Nara Sudjana         | Ade Chandra Christian Hadinata | 15–1, 10–15, 17–15 |
| Herrendoppel | Tjun Tjun Tata Budiman             | Dipu Ghosh Raman Ghosh         | 15–17, 15–5, 15–11 |
| Mixed        | Christian Hadinata Retno Koestijah | Tata Budiman Poppy Tumengkol   | 17–14, 15–8        |
| Mixed        | Indra Gunawan Intan Nurtjahja      | Smas Slayman Thi Do My Lanh    | 15–12, 15–5        |

## Finale
| Disziplin    | Sieger                             | Finalist                      | Ergebnis           |
| ------------ | ---------------------------------- | ----------------------------- | ------------------ |
| Herreneinzel | Tan Aik Mong                       | Junji Honma                   | 15–5, 15-10        |
| Dameneinzel  | Utami Dewi                         | Yoon Im-soon                  | 11-5, 11-5         |
| Herrendoppel | Indra Gunawan Nara Sudjana         | Tjun Tjun Tata Budiman        | 15–8, 12–15, 15-11 |
| Damendoppel  | Retno Koestijah Intan Nurtjahja    | Poppy Tumengkol Regina Masli  | 15–13, 15-6        |
| Mixed        | Christian Hadinata Retno Koestijah | Indra Gunawan Intan Nurtjahja | 18–13, 15-5        |

## Medaillenspiegel
| Rang   | Land       | Gold | Silber | Bronze | Gesamt |
| ------ | ---------- | ---- | ------ | ------ | ------ |
| 1      | Indonesien | 5    | 3      | 3      | 11     |
| 2      | Malaysia   | 1    | 1      | 0      | 2      |
| 3      | Japan      | 0    | 1      | 1      | 2      |
|        | Südkorea   | 0    | 1      | 1      | 2      |
| 5      | Thailand   | 0    | 0      | 1      | 1      |
| Gesamt | Gesamt     | 6    | 6      | 6      | 18     |